# Споменик Космајском партизанском одреду
|  | Овај чланак је део чланка о Споменицима посвећеним Народноослободилачкој борби 1941—1945. |

Споменик Космајском партизанском одреду (познат и као Споменик палим борцима Космајског одреда) је споменик који се налази на Малом вису, једном од три врха планине Космај. Споменик је изграђен 1971. године и посвећен је Космајском партизанском одреду, који је у току Народноослободилачког рата од 1941. до 1944. године дејствовао на овом терену. Налази се у селу Кораћица, у општини Младеновац и монументалних је димензија — основа споменика износи 18, а висина 30 метара. Аутори споменика су вајар Војин Стојић и архитекта Градимир Медаковић.

## Опис
Споменик представља скулптурално-архитектонску композицију која се састоји из пет бетонских кракова, висине 30 метара, који симболизују слободарску и устаничку искру. С обзиром да се налази на једном од доминантних врхова Космаја — Малом вису (576 метара) и да је висок 30 метара споменик је убрзо по изградњи постао својеврсни знак распознавања Космајског краја и овог дела Шумадије. Између стубова, на тлу се налази кружни постамент који симболизује вечни пламен. На врху постамента се првобитно налазио бронзани поклопац, али је он украден, па је 2014. године приликом обнове на његово место постављен мермерни поклопац. По ободу бронзаног поклопца постамента исписан је текст — Младеновчани, Грочани, Смедеревци, Подунавци, Јесеничани, Поморавци, Београђани, Посавци, Врачарци и Космајци, 2. јули 1941. године, мај 1945. године.
Споменик је изграђен 1971. године, а свечано је отворен 3. јула исте године на тридесетогодишњицу формирања Космајско-посавског партизанског одреда. Такође, на овом месту је 8. августа 1941. године, приликом немачке офанзиве на Космај вођена борба између групе бораца Друге младеновачке чете Космајског одреда и Немаца, приликом које су између осталих погинули — командир чете Милан Милисављевић Жућа, курир Ваљевског одред Миливоје Радосављевић и члан Главног штаба НОП одреда Србије Бранко Крсмановић, народни херој.
У непосредној близини споменика налази се камени белег са натписом:
| „ | Другог јула 1941. године на овом месту формиран је Космајско-посавски партизански одред. Већ крајем јула од овог одреда настала су два нова Космајски и Посавски. За све четири године рата овде на капијама Београда није престала да куца слободарска пушка. За слободу је пало 5820 бораца и партизанских сарадника међу којима 3411 младића и девојака. Шеснаест бораца је проглашено за народне хероје. | ” |